# Robert Cohu
Robert Cohu (né le 20 août 1911 dans le 15e arrondissement de Paris, ville où il est mort le 21 janvier 2011 dans le 6e arrondissement) est un joueur français de basket-ball évoluant au poste d'arrière.

## Biographie
Il effectue la première de ses 27 sélections en équipe de France le 2 mai 1935 à Genève contre le Tchécoslovaquie. Il dispute notamment les Jeux olympiques de 1936 et termine troisième du Championnat d'Europe de basket-ball 1937. Il reste en sélection jusqu'au 28 mai 1939 contre l'Estonie, à Kaunas, en Lituanie. Au total, il inscrit 39 points en équipe de France.
Il évolue au Stade français de 1929 à 1939.

## Décoration
- Médaille d'honneur de l'éducation physique et des sports, échelon argent (1954)[2]